# قناة الثقافة اليابانية ساكورا

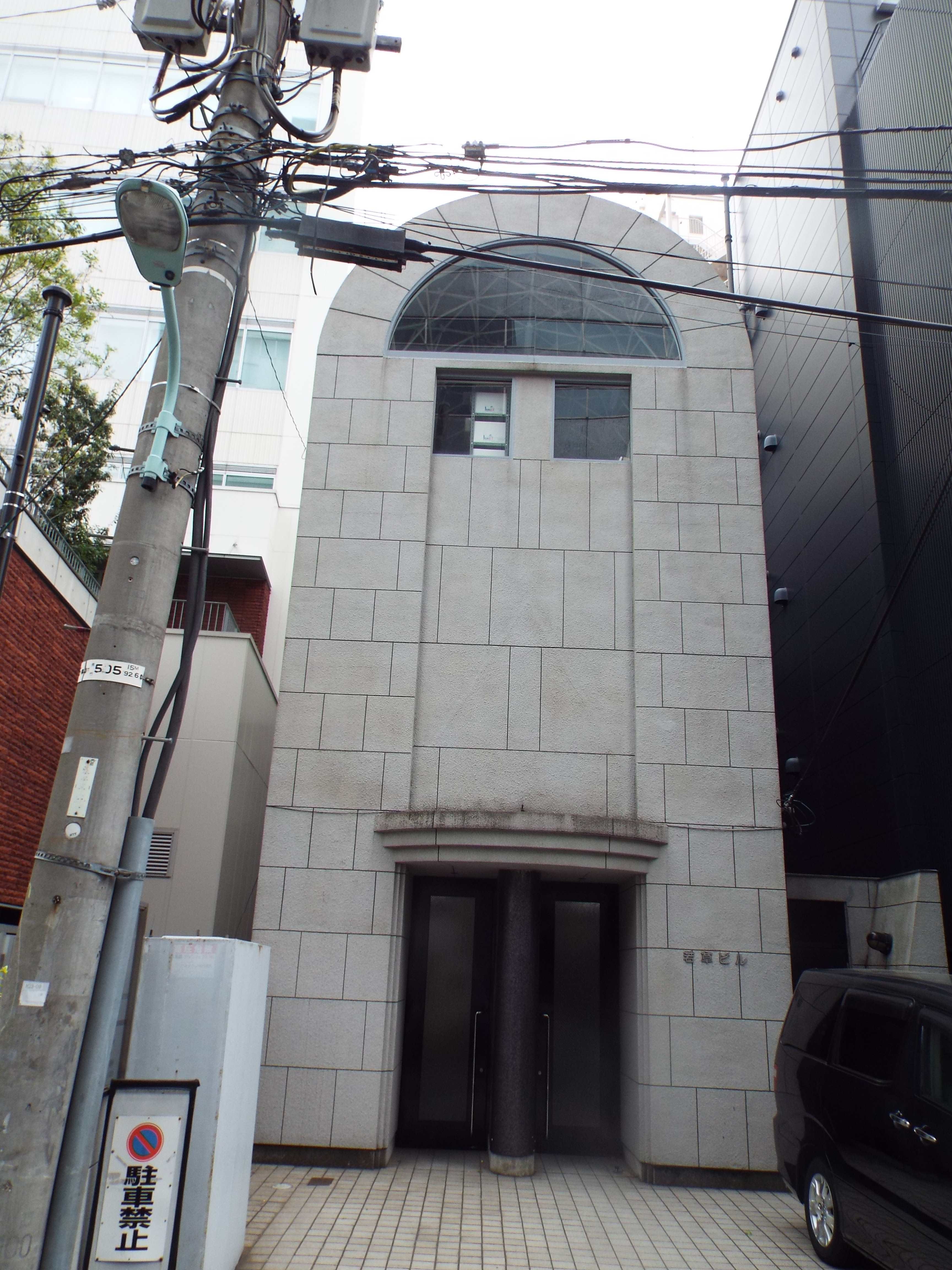
المكتب الرئيسي

تعد قناة التلفاز الثقافية ساكورا والمعروفة أيضاً بقناة ساكورا، قناةً تلفزيونية يابانية يمينية وموقع لمشاركة الفيديوهات تم تأسيسه في 2004. وتشتهر القناة بدعمها للمحافظة (حركة يابانية سياسية تدعو للمحافظة على التقاليد اليابانية) والوطنية اليابانية. ويعد ساتورو ميزوشيما هو المتحدث الرسمي للقناة.
تبث القناة التاريخ الياباني، والثقافة، والسياسة، والاقتصاد، وما إلى ذلك من وجهة نظر يمينية، وقد استضافت شينزو آبي، رئيس الوزراء الياباني ورئيس الحزب الليبرالي الديمقراطي، والعديد من الوزراء، وأعضاء الحزب الليبرالي الديمقراطي أيضًا. مثل الحزب الديمقراطي الياباني ومندوبي الحكومات المحلية والمفكرين المعروفين والأشخاص في مختلف المجالات. غالبًا ما تتضمن موضوعات المناقشة التصوير الإيجابي للإمبريالية اليابانية وإنكار جرائم الحرب والمشاعر المعادية لكوريا والصين بالإضافة إلى محاولة تقديم صورة ثقافية يابانية «نقية». بالإضافة إلى ذلك، ترتبط القناة بمجموعات سياسية يابانية قومية ويمينية،  مثل نيبون كايجي وجانباري نيبون وحزب الشروق الياباني («تاتشياجاري نيبون»).
وتشارك قناة ساكورا أيضًا في التجمعات السياسية الجماهيرية، التي جمعت ما يصل إلى عدة آلاف من المشاركين، حاملين أعلام الهينومارو اليابانية. على سبيل المثال، تظاهرت هذه المجموعات ضد الصين خلال نزاع Diaoyutai / Senkaku عام 2011، وضد عرض قناة Fuji TV الدراما الكورية ومحتويات أخرى (أثناء ذلك أطلقوا على قناة Fuji TV اسم «الشبكة الخائنة» )، وضد إدارة Naoto Kan في أعقاب زلزال توهوكو عام 2011 وكذلك التعامل مع نزاع سينكاكو 2011 .

## نقد
تعرضت قناة ساكورا لانتقادات بسبب عرضها فيلم الحقيقة حول نانجينغ الصادر عام 2007، والذي يصور مذبحة نانجينغ على أنها خدعة.   
أنكرت قناة ساكورا والرئيس ميزوشيما بنفسه كونهما تحريفيين تاريخيين يمينيين، وعقدا مؤتمرا صحفيا مع أساهي شيمبون في نادي المراسلين الأجانب في اليابان في فبراير 2015. وقال إنه أكد ما وصف بأنه «محافظ». وقال Hideaki Kase ، الذي حضر المؤتمر الصحفي مع Mizushima ، لمراسل أجنبي، «أنا جاهل تمامًا باليابان، وأنا أتحدث عن أشياء قذرة.» وانتقد التقرير ووصفه بأنه «ينقل فقط نفس اللون الأيديولوجي لصحيفة أساهي شيمبون»، وانتقد المحافظين اليابانيين في شكل تنقيح تاريخي يميني. بقول «أنا حتى أغضب»، «أريدك أن تخبرني بالحقيقة» و «أنا حزين جدًا.»   

## أنظر أيضا
- المحافظين الجدد في اليابان
- القضايا العرقية في اليابان
- نيهونجينرون

## روابط خارجية
- الموقع الرسمي
 باللغة اليابانية